# جین فولمر
جین فولمر (انگلیسی: Gene Fullmer; ۲۱ ژوئیهٔ ۱۹۳۱ – ۲۷ آوریل ۲۰۱۵) بوکسور اهل ایالات متحده آمریکا بود.